# Paulinho Freire
Paulo Eduardo da Costa Freire (Natal, 22 de outubro de 1964), mais conhecido como Paulinho Freire, é um empresário e político brasileiro, atualmente é o prefeito de Natal desde 1° de janeiro de 2025, pelo União Brasil (UNIÃO).
Foi eleito vice-prefeito de Natal em 2008 pelo PP, vindo a assumir o cargo de prefeito em 1 de novembro de 2012, com o afastamento da titular Micarla de Sousa pela Justiça. Em 13 de dezembro do mesmo ano, renunciou à prefeitura para que pudesse ser diplomado vereador. Nas eleições municipais de 2016, Paulinho Freire foi reeleito vereador de Natal para o mandato de 2017 a 2020.
Como empresário, Paulinho Freire é sócio da empresa Destaque Promoções e Eventos, responsável pela realização, por exemplo, do Carnatal, tradicional carnaval fora de época de Natal. Já no meio esportivo, Paulinho é membro da diretoria do América de Natal. Em fevereiro de 2018, foi eleito vice-presidente da Federação Norte-rio-grandense de Futebol (FNF), com mandato iniciando em 2019.
Em 2024 foi eleito prefeito de Natal, em segundo turno, derrotando Natália Bonavides (PT), candidata apoiada pela governadora Fátima Bezerra.
Paulinho Freire é casado com Nina Souza, vereadora licenciada e atual Secretária do Trabalho e Assistência Social de Natal.

## Carreira política
Paulinho Freire iniciou sua carreira política concorrendo à vaga de vereador na Câmara Municipal de Natal. Nas eleições de 1988, foi eleito vereador suplente, mas só veio a ser eleito vereador efetivo em 1992, sendo reeleito em 1996 e 2000, assumiu a presidência da Câmara entre 1997 e 2002.
Nas eleições estaduais de 2002, candidatou-se a deputado estadual pelo PSB e foi eleito com 35.352 votos.
Nas eleições estaduais de 2006, candidatou-se a 2º suplente de senador da República pelo PMN, com o titular da chapa sendo Fernando Bezerra (PTB). Contudo, o titular não obteve êxito no pleito, pois ficou em 2º lugar com 634.738 votos (43,42% dos votos válidos). É importante ressaltar que havia apenas 1 vaga em disputa para o Senado por estado naquele ano.
Nas eleições municipais de 2008, candidatou-se a vice-prefeito de Natal pelo PP, compondo a chapa da candidata à prefeitura pelo PV, Micarla de Sousa. Micarla foi eleita no primeiro turno, com 50,84% dos votos válidos, e Paulinho assumiu a vice-prefeitura.
Nas eleições de 2012, ainda em Natal, candidatou-se a vereador, ainda no cargo de vice-prefeito da cidade. Foi eleito no dia 7 de outubro com 4.600 votos, o correspondente a 1,20%. Poucos dias depois, em 31 de outubro, a prefeita Micarla de Sousa foi afastada do cargo pelo Tribunal de Justiça do Rio Grande do Norte, acusada de envolvimento com a Operação Assepsia, um suposto esquema de corrupção na Secretaria de Saúde de Natal. Por ser o vice, Paulinho Freire foi empossado prefeito pela Câmara Municipal, já no dia seguinte. No entanto, por ter sido eleito vereador, ele precisou renunciar ao cargo de prefeito em 13 de dezembro do mesmo ano, para que pudesse assumir a sua vaga na Câmara Municipal. Em seu lugar, deveria assumir o presidente da Câmara, Edivan Martins, mas este abdicou do cargo, passando a prefeitura para o vice-presidente, Ney Lopes Júnior.
Na eleição municipal de Natal em 2016, filiado ao Solidariedade (SD), Paulinho Freire foi reeleito vereador com 2 884 votos, sendo reempossado em 1 de janeiro de 2017. Desde 1 de janeiro de 2019, Freire se torna presidente da Câmara Municipal de Natal.
Nas eleições estaduais de 2022 foi eleito pelo União Brasil (UNIÃO), deputado federal a uma cadeira na Câmara dos Deputados para a 57° legislatura (2023–2027) com 77.906 votos.
Em 2024, Freire é eleito prefeito de Natal com 55,34% dos votos válidos. Carla Dickson assumirá a vaga deixada por Paulinho em 1° de janeiro de 2025.

## Prefeito de Natal

### Campanha
Em 2024, foi candidato a prefeito de Natal pela coligação Bora Natal, formada pelo União Brasil, Republicanos, Federação PSDB Cidadania, PP, PODE, Solidariedade e PL, tendo Joanna Guerra como companheira de chapa. Foi eleito em segundo turno com 222.661 votos (55,34% dos votos válidos).

### Posse
A sessão conduzida pelo presidente da Câmara Municipal de Natal, vereador Eriko Jácome, foi realizada no Teatro Riachuelo. A vice-prefeita eleita, Joanna Guerra (Republicanos) também foi empossada na ocasião.
Durante o evento, o novo prefeito também afirmou que as prioridades da nova gestão nos primeiros três meses incluem zerar a fila das creches, preparar a cidade para o período de chuvas e reduzir despesas administrativas. O mesmo também afirmou à imprensa, após a posse, que vai buscar reduzir custos, começando pela revisão de contratos e cortes em jetons e gratificações.
"Amanhã vamos nos reunir com a Procuradoria, com a Secretaria de Planejamento, com Administração, com a Tributação, no Gabinete Civil, para que a gente possa preparar essas medidas. São medidas de contenção de custo. Vamos rever contratos, ver o que a gente pode diminuir, cortar jetons, gratificações, diárias. Vamos, nesse começo, fazer muita restrição a alguns gastos que a Prefeitura tem."— Paulinho Freire, em declaração à imprensa após a posse.

## Desempenho eleitoral
| Ano  | Eleição                         | Cargo                  | Partido                                                                            | Partido       | Coligação                                | Vice/Titular                   | Votos   | Votos   | Votos  | Votos      | Resultado     | Ref.   |
| Ano  | Eleição                         | Cargo                  | Partido                                                                            | Partido       | Coligação                                | Vice/Titular                   | T.      | Total   | %      | P.         | Resultado     | Ref.   |
| ---- | ------------------------------- | ---------------------- | ---------------------------------------------------------------------------------- | ------------- | ---------------------------------------- | ------------------------------ | ------- | ------- | ------ | ---------- | ------------- | ------ |
| 2000 | Municipal de Natal              | Vereador               |                                                                                    | PSB           | ?                                        | -                              | 1°      | 8.959   | 3,23%  | 2º         | Eleito        | [ 26 ] |
| 2002 | Estadual do Rio Grande do Norte | Deputado Estadual      | Sem Coligação                                                                      | PSB           | -                                        | 1°                             | 35.352  | 2,42%   | 9º     | Eleito     | [ 10 ]        |        |
| 2006 | Estadual do Rio Grande do Norte | Deputado Federal       |                                                                                    | PMN           | Sem Coligação                            | -                              | -       | -       | -      | -          | Renúncia      | [ 27 ] |
| 2006 | Estadual do Rio Grande do Norte | 2º Suplente de Senador | Vitória do Povo (PSB, PTB, PT, PL, PPS, PCdoB, PHS, PMN, PTdoB)                    | PMN           | Titular: Fernando Bezerra (PTB)          | 1°                             | 634.738 | 43,42%  | 2º     | Não eleito | [ 12 ]        |        |
| 2008 | Municipal de Natal              | Vice-Prefeito          |                                                                                    | PP            | Natal melhor (PV, PP, PTB, DEM, PMN, PR) | Titular: Micarla de Souza (PV) | 1°      | 193.195 | 50,84% | 1°         | Eleito        | [ 28 ] |
| 2012 | Municipal de Natal              | Vereador               | Natal Merece Respeito III (PP, PTC)                                                | PP            | -                                        | 1°                             | 4.600   | 1,20%   | 20°    | Eleito     | [ 29 ] [ 30 ] |        |
| 2016 | Municipal de Natal              | Vereador               |                                                                                    | Solidariedade | Sem Coligação                            | -                              | 1°      | 2.884   | 0,79%  | 21°        | Eleito        | [ 31 ] |
| 2020 | Municipal de Natal              | Vereador               |                                                                                    | PDT           | Sem Coligação                            | -                              | 1°      | 5.547   | 1,53%  | 3°         | Eleito        | [ 32 ] |
| 2022 | Estadual do Rio Grande do Norte | Deputado Federal       |                                                                                    | UNIÃO         | Sem Coligação                            | -                              | 1°      | 77.906  | 4,17%  | 6°         | Eleito        | [ 33 ] |
| 2024 | Municipal de Natal              | Prefeito               | Bora Natal (Republicanos, Fed. PSDB Cidadania, PP, PODE, Solidariedade, PL, UNIÃO) | UNIÃO         | Vice: Joanna Guerra (Republicanos)       | 1°                             | 171.146 | 44,08%  | 1°     | Eleito     | [ 34 ]        |        |
| 2024 | Municipal de Natal              | Prefeito               | Bora Natal (Republicanos, Fed. PSDB Cidadania, PP, PODE, Solidariedade, PL, UNIÃO) | UNIÃO         | Vice: Joanna Guerra (Republicanos)       | 2°                             | 222.661 | 55,34%  | 1°     | Eleito     | [ 23 ]        |        |